# Angelo Sodano
Angelo Sodano (Isola d'Asti, 23 novembre 1927 – Roma, 27 maggio 2022) è stato un cardinale e arcivescovo cattolico italiano.

## Biografia
Angelo Sodano nacque il 23 novembre 1927 a Isola d'Asti, allora in provincia di Alessandria (oggi provincia di Asti) e diocesi di Asti, in Piemonte. Figlio di Delfina Brignolo e Giovanni Sodano (1901-1991), era il secondo di sei figli; suo padre fu deputato del Parlamento italiano, eletto nelle file della Democrazia Cristiana per tre legislature, dal 1948 fino al 1963.

### Formazione e ministero sacerdotale
Maturò la vocazione al sacerdozio grazie al clima di fede in cui crebbe. Entrato nel seminario di Asti, proseguì gli studi a Roma, prima alla Pontificia Università Gregoriana per gli studi teologici, poi alla Pontificia Università Lateranense per gli studi giuridici.
Dopo essere stato ordinato diacono il 3 settembre 1950, nel santuario della Beata Vergine del Portone, per imposizione delle mani di Umberto Rossi, vescovo di Asti, il 23 settembre seguente ricevette l'ordinazione sacerdotale, nella cattedrale di Santa Maria Assunta ad Asti, dal medesimo prelato; si incardinò, ventiduenne, come presbitero della medesima diocesi. Poi incominciò una lunga carriera nella diplomazia vaticana.
L'Ecuador fu la prima nazione in cui fu inviato, nel 1961, come addetto nella nunziatura apostolica. Continuò la propria esperienza in Uruguay. Qui Sodano fu anche docente della neonata Università Cattolica. Nel 1968 fu richiamato a Roma da Agostino Casaroli per affiancarlo alla Segreteria di Stato, nel "Consiglio per gli affari pubblici" (oggi "Sezione dei Rapporti con gli Stati"). Si dedicò a un nuovo campo di attività: i rapporti della Santa Sede con l'Europa, allora ancora divisa in due blocchi, occidentale e orientale.
Aiutò Casaroli nei contatti con i vari governi del blocco orientale. Collaborando con monsignor Giovanni Cheli, trattò con l'Ungheria per la liberazione del cardinale József Mindszenty. Più difficili furono i contatti con l'Unione Sovietica, anche per l'ostilità della Chiesa ortodossa russa, e con il governo rumeno, a causa dell'atteggiamento profondamente antireligioso del regime di Nicolae Ceaușescu.

### Ministero episcopale

#### Nunzio in Cile
Il 30 novembre 1977 papa Paolo VI lo nominò, cinquantenne, nunzio apostolico in Cile, succedendo a Sotero Sanz Villalba, trasferito a capo della delegazione apostolica in Messico sei giorni prima; contestualmente gli fu assegnata la sede titolare di Nova di Cesare con dignità di arcivescovo titolare, a titolo personale. Ricevette la consacrazione episcopale il 15 gennaio 1978, presso la collegiata di San Secondo ad Asti, per imposizione delle mani del cardinale Antonio Samorè, archivista e bibliotecario di Santa Romana Chiesa, co-consacranti il vescovo Agostino Casaroli, arcivescovo titolare di Tirnovo e segretario del Consiglio per gli affari pubblici della Chiesa nonché futuro cardinale, e Vito Nicola Cavanna, vescovo di Asti. Come suo motto episcopale scelse Ut unum sint, che tradotto vuol dire "Perché siano una cosa sola".
Inizialmente gli fu affidata la missione di comporre la crisi internazionale scoppiata tra Cile e Argentina per la sovranità sulla zona del Canale di Beagle, nella Terra del Fuoco. Nel 1984 il dialogo tra le parti si concluse con un trattato di pace e amicizia tra i due Stati.
Più difficile fu gestire la situazione interna al Cile, governato dalla dittatura del generale Augusto Pinochet. Sodano, con la collaborazione dell'episcopato locale, riuscì a organizzare una visita del papa nel Paese sudamericano. Durante il suo viaggio apostolico, dal 31 marzo al 6 aprile 1987, il pontefice affermò in otto città El amor es más fuerte! ("L'amore è più forte!").

#### Curia romana
Il 23 maggio 1988 papa Giovanni Paolo II lo nominò, sessantenne, segretario del Consiglio per gli affari pubblici della Chiesa, equivalente a un ministero degli affari esteri competente nella cura dei rapporti diplomatici della Santa Sede con gli altri Stati e nella stipula dei concordati; succedette al sessantaquattrenne Achille Silvestrini, cessato nell'incarico e creato cardinale il 28 giugno successivo.
Il 1º marzo del 1989, con l'entrata in vigore della costituzione apostolica Pastor Bonus, il Consiglio per gli affari pubblici della Chiesa è divenuto la "seconda sezione" della Segreteria di Stato, assumendo di conseguenza il titolo di segretario per i Rapporti con gli Stati; contestualmente divenne presidente della Pontificia commissione per la Russia, subentrando al dimissionario cardinale Agostino Casaroli, poi soppressa il 15 gennaio 1993. Durante il pontificato di Giovanni Paolo II accompagnò il papa in 54 viaggi fuori dall'Italia. Durante il suo mandato concluse più di 30 accordi con Stati esteri e vide salire a 174 i Paesi che mantengono relazioni diplomatiche con la Santa Sede.
Il 1º dicembre 1990 papa Giovanni Paolo II lo nominò, sessantatreenne, pro-segretario di Stato di Sua Santità; succedette al settantaseienne cardinale Agostino Casaroli, dimissionario per raggiunti limiti d'età. Contestualmente, divenne anche il primo presidente della Commissione cardinalizia di vigilanza dell'Istituto per le Opere di Religione.

### Cardinalato

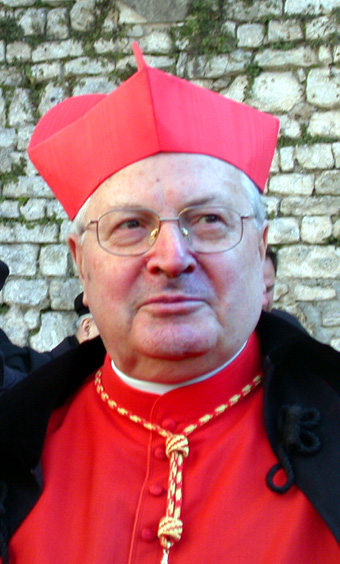
Il cardinale Sodano durante la festività di San Ponziano a Spoleto il 15 gennaio 2006

Il 29 maggio 1991, al termine dell'Udienza generale, papa Giovanni Paolo II annunciò la sua creazione a cardinale nel concistoro del 28 giugno seguente, primo nella lista dei nuovi porporati. Durante la cerimonia, svoltasi presso l'Aula Paolo VI, gli furono conferiti la berretta, l'anello e il titolo cardinalizio di Santa Maria Nuova, vacante dal 2 aprile precedente, giorno della morte del cardinale ugandese Emmanuel Kiwanuka Nsubuga, arcivescovo emerito di Kampala. Prese possesso della sua chiesa titolare in una celebrazione successiva.

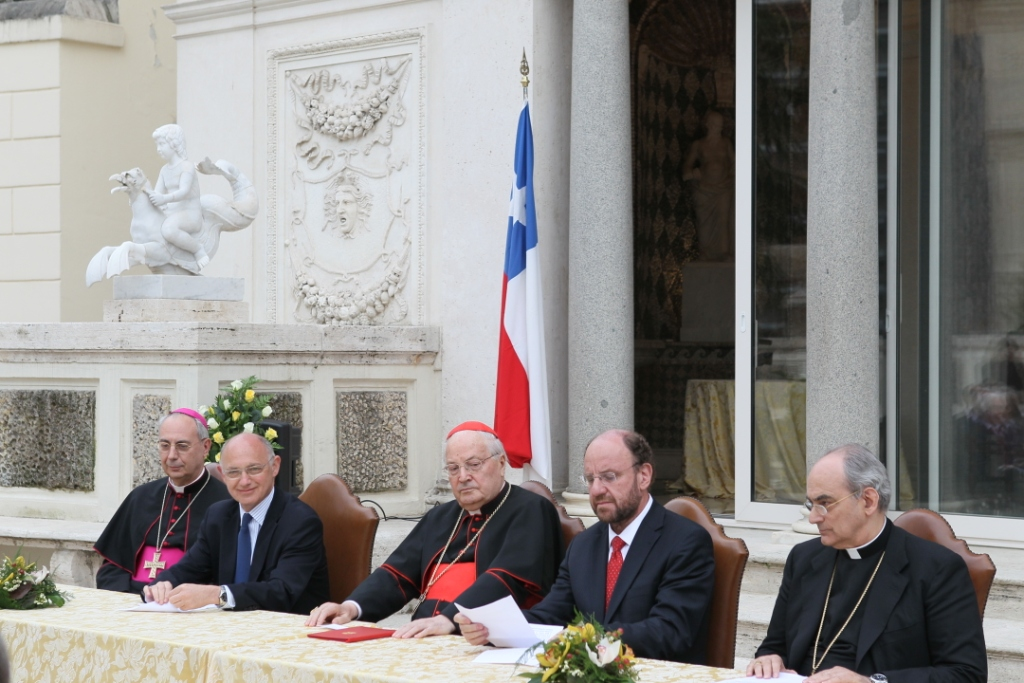
Il cardinale Sodano (al centro) durante una cerimonia per omaggiare papa Giovanni Paolo II presso la Casina di Pio IV il 2 maggio 2011

Il 29 giugno divenne presidente della neocostituita Commissione interdicasteriale per le Chiese particolari e di quella per le Chiese in Europa orientale nonché cardinale protettore della Pontificia accademia ecclesiastica, mentre il 1º luglio ha assunto il titolo di Segretario di Stato di Sua Santità.
Il 10 gennaio 1994 papa Giovanni Paolo II lo promosse all'ordine dei vescovi, assegnandogli la sede suburbicaria di Albano, vacante dal 5 ottobre 1993, giorno della morte del cardinale Francesco Carpino, arcivescovo emerito di Palermo; mantenne in commendam anche il titolo cardinalizio di Santa Maria Nuova. Prese possesso della sede suburbicaria durante una cerimonia svoltasi presso la Cattedrale di San Pancrazio ad Albano Laziale il 2 ottobre seguente.
Il 27 novembre 2002 i cardinali dell'ordine dei vescovi lo elessero sottodecano del Collegio cardinalizio e ricevette l'approvazione del pontefice tre giorni dopo, il 30 novembre; succedette al cardinale tedesco Joseph Ratzinger, contestualmente eletto decano.
Ricevette nel 2004 il Premio Internazionale Vittorino Colombo, assegnatogli dalla Fondazione Vittorino Colombo.
Il 2 aprile 2005, giorno della morte di papa Giovanni Paolo II, cessò il proprio incarico di segretario di Stato ai sensi dell'art. 6 della costituzione apostolica Pastor Bonus, promulgata il 28 giugno 1988 dallo stesso pontefice. Prese parte al conclave seguente, che si concluse con l'elezione al soglio pontificio del cardinale Joseph Ratzinger, prefetto della Congregazione per la dottrina della fede, con il nome di Benedetto XVI. In qualità di sottodecano e di cardinale vescovo più anziano tra gli elettori, toccò proprio a lui il compito di chiedere a Ratzinger l'accettazione dell'elezione e il nome col quale avrebbe voluto essere chiamato. Il 21 aprile successivo il nuovo pontefice lo confermò nel suo incarico di Segretario di Stato; il 27 aprile i cardinali dell'ordine dei vescovi lo elessero decano del Collegio cardinalizio e ricevette l'approvazione del papa tre giorni dopo, il 30 aprile, e la sede suburbicaria di Ostia, propria di questo ufficio, mantenendo anche la sede suburbicaria di Albano e il titolo cardinalizio di Santa Maria Nuova. Il 29 giugno seguente, giorno della solennità dei Santi Pietro e Paolo, si recò presso la Basilica di San Pietro in Vaticano, dove il papa gli impose il pallio quale cardinal decano, secondo la prassi che era stata inaugurata da Giovanni Paolo II con l'allora cardinal Ratzinger. Prese possesso della sede suburbicaria di Ostia durante una cerimonia svoltasi presso la Basilica di Sant'Aurea il 10 luglio.
Il 22 giugno 2006 papa Benedetto XVI accettò la sua rinuncia da capo della Segreteria di Stato e da tutti gli incarichi connessi per raggiunti limiti d'età, ai sensi del can. 354 del Codice di diritto canonico, divenendo Segretario di Stato emerito all'età di quasi settantanove anni; lasciò l'incarico il 15 settembre seguente, quando gli succedette il settantunenne Tarcisio Bertone, S.D.B., arcivescovo emerito di Genova.
Il 23 novembre 2007, al compimento dell'ottantesimo genetliaco, perse il diritto di entrare in conclave e cessò di essere membro dei dicasteri della Curia romana, in conformità all'art. II § 1-2 del motu proprio Ingravescentem Aetatem, pubblicato da papa Paolo VI il 21 novembre 1970.
Il 1º settembre 2012 presiedette la solenne concelebrazione eucaristica nella basilica concattedrale di Sansepolcro in occasione del millenario della fondazione.
Il 18 settembre 2012 papa Benedetto XVI lo nominò padre sinodale della XIII Assemblea Generale Ordinaria del Sinodo dei vescovi con tema La nuova evangelizzazione per la trasmissione della fede cristiana, svoltasi presso la Città del Vaticano dal 7 al 28 ottobre seguente.

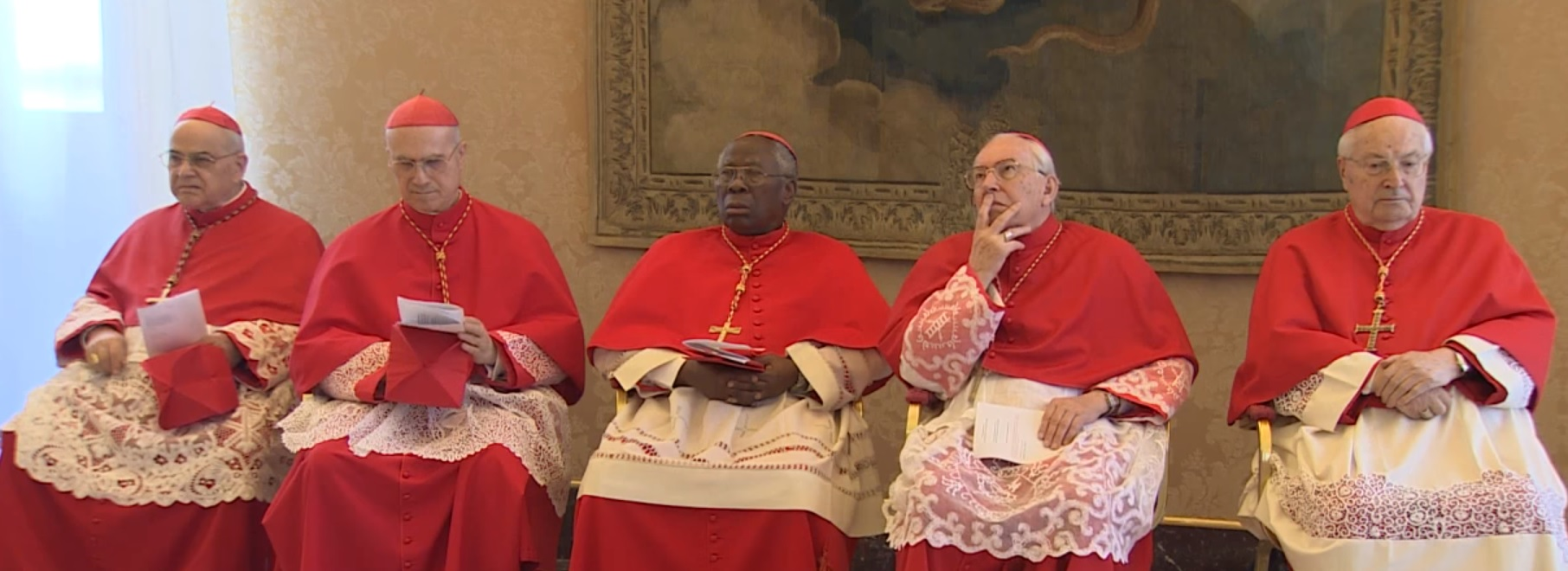
Cinque dei sei cardinali vescovi durante il concistoro ordinario pubblico del 20 aprile 2017. Da destra: il cardinale Sodano, il cardinale Giovanni Battista Re, il cardinale Francis Arinze, il cardinale Tarcisio Bertone e il cardinale José Saraiva Martins.

Dopo la rinuncia di papa Benedetto XVI, per via dell'età non poté prendere parte al conclave del 2013, che si concluse con l'elezione al soglio pontificio del cardinale Jorge Mario Bergoglio, arcivescovo metropolita di Buenos Aires, con il nome di Francesco.
Il 21 dicembre 2019 papa Francesco accettò la sua rinuncia dalla carica di decano del Collegio cardinalizio, conferendogli contestualmente il titolo di decano emerito del medesimo Collegio all'età di novantadue anni e promulgando inoltre una lettera apostolica in forma di motu proprio stabilendo per l'incarico di decano la durata di un quinquennio eventualmente rinnovabile; il 18 gennaio 2020 gli succedette l'ottantaseienne cardinale Giovanni Battista Re, fino ad allora sottodecano.
Il 5 marzo 2022, in seguito alla morte del cardinale Agostino Cacciavillan, divenne il porporato italiano più anziano.
Morì a Roma il 27 maggio 2022, all'età di 94 anni, a causa di una polmonite originata dall'aggravarsi delle sue condizioni in seguito a contagio da COVID-19. I solenni funerali furono celebrati il 31 maggio presso l'altare della Cattedra dal decano del collegio cardinalizio Giovanni Battista Re; al termine della messa papa Francesco presiedette i riti dell'ultima commendatio e della valedictio. Dopo una seconda celebrazione di suffragio da parte del vescovo Marco Prastaro, fu sepolto il giorno seguente nella cripta della cattedrale di Santa Maria Assunta ad Asti, sopra la tomba del cardinale Giovanni Cheli.

## Critiche e aspetti controversi

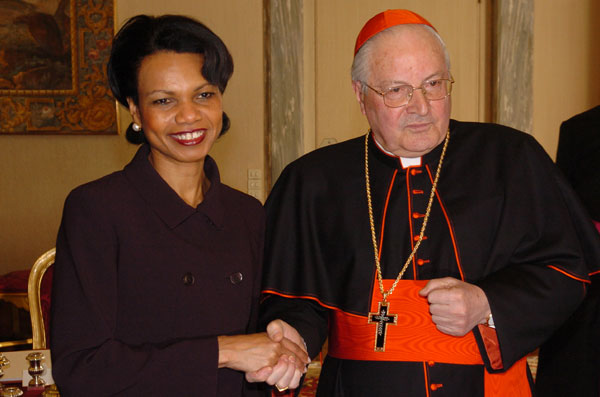
Il cardinale Sodano con il segretario di Stato americano Condoleezza Rice l'8 febbraio 2005

Angelo Sodano fu un sostenitore di Marcial Maciel Degollado, il sacerdote messicano fondatore dei Legionari di Cristo, condannato dalla Santa Sede nel 2006 per gli atti di pedofilia compiuti su seminaristi della sua congregazione e per averne successivamente assolti alcuni in confessione, delitto punito dal diritto canonico con la scomunica latae sententiae. Rimase un sostenitore dei Legionari di Cristo.
Nel 2010 l'arcivescovo di Vienna, il cardinale Christoph Schönborn, accusò Sodano di aver bloccato nel 1995 la creazione di una commissione d'inchiesta sugli abusi sessuali di cui era stato accusato il suo predecessore Hans Hermann Groër. Nello stesso anno, in occasione della messa pasquale in piazza San Pietro, Sodano definì "chiacchiericcio" il clamore mediatico sollevato sulla gestione dello scandalo dei preti pedofili, suscitando le proteste di alcune delle vittime di abusi.
Nel settembre del 2011 il gruppo di associazioni delle vittime dei preti pedofili Snap (Survivors network of those abused by priests) e il Centro per i diritti costituzionali (Center for Constitutional Rights) depositarono presso la Corte penale internazionale dell'Aia un ricorso, in cui accusavano papa Benedetto XVI, il segretario di Stato cardinale Tarcisio Bertone, il suo predecessore, il cardinale Angelo Sodano, e il prefetto della Congregazione per la dottrina della fede, cardinale William Joseph Levada, di crimini contro l'umanità per una presunta copertura di reati commessi da sacerdoti contro i minori.
Nel febbraio del 2012 il ricorso fu ritirato dallo stesso legale proponente, l'avvocato Jeff Anderson. Secondo il legale della Santa Sede, l'avvocato Jeffrey S. Lena, il ritiro del ricorso ha provocato «l'archiviazione immediata della causa, senza che sia necessaria una sentenza in merito emanata dalla corte». Sempre secondo Lena: «Hanno ritirato tutto perché sapevano che avrebbero perso se avessero continuato a perseguire il caso. Non volevano una pronuncia negativa da parte del giudice» che avrebbe fatto giurisprudenza.

## Genealogia episcopale e successione apostolica
La genealogia episcopale è:
- Cardinale Scipione Rebiba
- Cardinale Giulio Antonio Santori
- Cardinale Girolamo Bernerio, O.P.
- Arcivescovo Galeazzo Sanvitale
- Cardinale Ludovico Ludovisi
- Cardinale Luigi Caetani
- Cardinale Ulderico Carpegna
- Cardinale Paluzzo Paluzzi Altieri degli Albertoni
- Papa Benedetto XIII
- Papa Benedetto XIV
- Papa Clemente XIII
- Cardinale Marcantonio Colonna
- Cardinale Giacinto Sigismondo Gerdil, B.
- Cardinale Giulio Maria della Somaglia
- Cardinale Carlo Odescalchi, S.I.
- Vescovo Eugène de Mazenod, O.M.I.
- Cardinale Joseph Hippolyte Guibert, O.M.I.
- Cardinale François-Marie-Benjamin Richard de la Vergne
- Cardinale Pietro Gasparri
- Cardinale Clemente Micara
- Cardinale Antonio Samorè
- Cardinale Angelo Sodano

La successione apostolica è:
- Vescovo Juan Bautista Herrada Armijo, O. de M. (1982)
- Vescovo Francisco Javier Prado Aránguiz, SS.CC. (1984)
- Vescovo Sebastian Kräuter (1990)
- Vescovo Petru Gherghel (1990)
- Arcivescovo Mario Rizzi (1991)
- Cardinale Lorenzo Baldisseri (1992)
- Arcivescovo Adriano Bernardini (1992)
- Arcivescovo André Pierre Louis Dupuy (1993)
- Arcivescovo Domenico De Luca (1993)
- Arcivescovo Renzo Fratini (1993)
- Arcivescovo Francisco-Javier Lozano (1994)
- Arcivescovo Giuseppe Lazzarotto (1994)
- Arcivescovo Luigi Ventura (1995)
- Arcivescovo Juliusz Janusz (1995)
- Cardinale Christophe Pierre (1995)
- Arcivescovo Antonio Sozzo (1995)
- Arcivescovo Antonio Lucibello (1995)
- Arcivescovo Gianni Danzi (1996)
- Cardinale Emil Paul Tscherrig (1996)
- Cardinale Silvano Maria Tomasi, C.S. (1996)
- Arcivescovo Aldo Cavalli (1996)
- Arcivescovo Edward Joseph Adams (1996)
- Arcivescovo Hans Schwemmer (1997)
- Cardinale Leonardo Sandri (1997)
- Arcivescovo Luigi Gatti (1998)
- Arcivescovo Giuseppe Pittau, S.I. (1998)
- Arcivescovo Nikola Eterović (1999)
- Arcivescovo Luigi Bonazzi (1999)
- Arcivescovo Orlando Antonini (1999)
- Arcivescovo Angelo Mottola (1999)
- Cardinale Mario Zenari (1999)
- Arcivescovo Mario Roberto Cassari (1999)
- Arcivescovo Joseph Chennoth (1999)
- Arcivescovo Antonio Mennini (2000)
- Vescovo Alfonso Badini Confalonieri (2001)
- Arcivescovo Giuseppe De Andrea (2001)
- Arcivescovo Ivan Jurkovič (2001)
- Cardinale Giovanni Angelo Becciu (2001)
- Arcivescovo Ivo Scapolo (2002)
- Vescovo Zbigniew Kiernikowski (2002)
- Cardinale Dominique Mamberti (2002)
- Arcivescovo Antonio Arcari (2003)
- Arcivescovo Eliseo Antonio Ariotti (2003)
- Arcivescovo Carlo Liberati (2004)
- Arcivescovo Anselmo Guido Pecorari (2004)
- Arcivescovo Renato Boccardo (2004)
- Cardinale Velasio De Paolis, C.S. (2004)
- Arcivescovo Paul Richard Gallagher (2004)
- Arcivescovo Raffaello Funghini (2004)
- Arcivescovo Mario Giordana (2004)
- Arcivescovo Andrés Carrascosa Coso (2004)
- Arcivescovo Martin Vidović (2004)
- Vescovo Jerzy Maculewicz, O.F.M.Conv. (2005)
- Arcivescovo Giambattista Diquattro (2005)
- Arcivescovo Michael August Blume, S.V.D. (2005)
- Arcivescovo Nicola Girasoli (2006)
- Vescovo Nikolaus Messmer, S.I. (2006)
- Vescovo Athanasius Schneider, O.R.C. (2006)
- Arcivescovo Leopoldo Girelli (2006)
- Arcivescovo Gianfranco Agostino Gardin, O.F.M.Conv. (2006)
- Arcivescovo James Patrick Green (2006)
- Vescovo Janusz Wiesław Kaleta (2006)
- Arcivescovo Santo Rocco Gangemi (2012)

## Araldica
| Stemma | Blasonatura |
| ------ | --- |
|        | Partito: nel 1º d'azzurro alla torre d'argento merlata alla guelfa (9) e finestrata di nero (4 in palo); nel 2º di verde alle tre spighe di grano legate d'oro. |